# Cordyline × gibbingsiae
Cordyline × gibbingsiae là một loài thực vật có hoa lai ghép trong họ Asparagaceae. Loài này được Carse mô tả khoa học đầu tiên năm 1929.